# کلیسای انتصابی
کلیسای انتصابی (انگلیسی: Titular church) یا کلیسای افتخاری، کلیساهایی در شهر رم هستند به یکی از روحانیون مسیحیت اختصاص داده می‌شود که به مقام کاردینالی رسیده باشند. این کلیساها، کلیساهای کاتولیک در حوزه قضایی اسقف‌نشین رم هستند، و نشانهٔ نوعی «انتصاب افتخاری» است که نمادی از رابطهٔ میان کاردینال‌ها با پاپ محسوب می‌شود (که در واقع اسقف شهر رم است).
بر پایهٔ مجموعه قوانین کلیسا در سال ۱۹۸۳، یک کاردینال ممکن است از طریق مشاوره یا حمایت معنوی به کلیسای انتصابی خود کمک کند، اگرچه «او هیچ قدرت حکمرانی بر آن ندارد و نباید نحت هیچ شرایطی، در امور مربوط به اداره خیر و صلاح کلیسا، یا نظم‌وانضباط آن، یا خدماتش به جامعه مداخله کند.»
کلیساها دارای دو رتبه‌بندی هستند: عنوانی (افتخاری) و شَمّاسی (دیکونی). عنوانی‌ها، کلیساهایی هستند که به یک کشیش کاردینال (رتبهٔ دوم مجمع کاردینال‌ها) اختصاص داده می‌شود، در حالی که کلیساهای شماسی معمولاً به یک دیکون کاردینال (عضو رده سوم یا پائین‌ترین عضو مجمع کاردینال‌ها) اختصاص می‌یابد. هرگاه «کشیش کاردینال» یا «دیکون کاردینال» به مقام و رتبهٔ اسقف کاردینال منصوب شوند، (عضو رده اول یا بالاترین مقام در مجمع کاردینال‌ها)، او را از کلیسای انتصابی خود به یک جایگاه خالی در ناحیهٔ پیراشهری تحت سرپرستی اسقف (اسقف‌نشین در حومهٔ رم) منتقل می‌کنند. به پاتریارک‌های کلیسای کاتولیک شرقی که به مقام «اسقف کاردینال» برسند، عناوین انتصابی در اسقف‌نشین‌های پیراشهری اختصاص داده نمی‌شود.
یک کاردینال ممکن است از شورای کلیسایی تقاضا کند که او را به کلیسای انتصابی دیگری منتقل کنند. علاوه بر این، هنگامی که یک «دیکون کاردینال» به مقام «کشیش کاردینال» ترفیع می‌یابد (معمولاً پس از ده سال)، ممکن است درخواست کند که مقام دیکونی خود را تنها «برای این مورد خاص» (تنها برای این دفعه) ارتقا دهند (Pro hac vice). یا اینکه او را به‌طور دائمی از مقام دیکونی فعلی به یک جایگاه خالی پیراشهری انتقال دهند. سایر کلیساهای رم نیز می‌توانند جایگاه انتصابی (افتخاری) دریافت کنند. گاهی اوقات، ممکن است مسئولیت و تکفل یک کلیسای انتصابی به‌طور موقت به کاردینالی که به یک کلیسا یا اسقف‌نشین پیراشهری منتقل شده‌است، به امانت سپرده شود.